# عمارت وکیل‌الملک

عمارت وکیل‌الملک یا عمارت وکیل، یکی از بناهای دیدنی و قدیمی شهر سنندج است که در خیابان کشاورز قرار گرفته است. این عمارت، ملک موروثی و شخصی خانواده «وکیل» می‌باشد. این بنا و مجموعه‌ای بزرگ شامل یک بخش اصلی در وسط و قسمت‌های دیگر در پیرامون آن است.

## تاریخچه
اصل بنای این عمارت به دوره زندیه مربوط است که توسط «حاج محمد رشید بیگ وکیل» - از امرای مفرخان زند- احداث شده و در دوره‌های بعدی به تدریج تکمیل شده است. اولین تعمیر کلی در سال ۱۳۱۰ هجری قمری و توسط جناب امان‌الله خان وکیل الملک صورت گرفته. تا اینکه امان ا… خان وکیل الملک آن را به مجموعه ای شامل چندین ساختمان، حیاط و باغ کنونی تبدیل نمود.
ساختمان قدیمی به علل مختلف قبل از انقلاب تخریب شد، اما با سعی و تلاش مالک آن به سبک قدیم بازسازی شده است.

## طراحی بنا
فضاهای الحاقی شامل چندین حیاط و فضاهای مربوط به آن، بازارچه، حمام و … با کاربری‌های تشریفاتی، مسکونی، تجاری و بهداشتی است که در تمامی آن‌ها علاوه بر رعایت اصول معماری ایرانی، تزیینات زیبایی به کار رفته است.
ستون‌های سنگی با تزیینات طنابی در جلوی ایوان‌های اصلی که رو به باغ دارند، قرار گرفته و روی آن‌ها سقف شیروانی با طرح کلاه فرنگی کار شده است. اروسی‌های پرکار و آجرکاری‌های زیبا در این عمارت، از ویژگی‌های بارز این مجموعه است که جلوه خاصی در این بنا داده است.

## حمام
در مجموعه عمارت «وکیل الملک» و متصل به پارک سپیدار، حمام خصوصی بزرگی در داخل مجموعه، مورد استفاده خانواده قرار می‌گرفت. این حمام دارای فضاهایی است که در تمام حمام‌های منطقه دیده می‌شود به نظر می‌رسد این حمام هم‌زمان با احداث مجموعه عمارت وکیل که به دوره زندیه بازمی‌گردد، ساخته شده باشد. استفاده از آهک بری در سطح وسیع بر دیوارها و در فضاهای گرم و سرد حمام به چشم می‌خورد و نقش‌های به کار رفته برای تزیین حمام شامل اشکال هندسی، گیاهی و حیوانی است که از نقش طاووس بیشتر استفاده شده است.

## نگارخانه

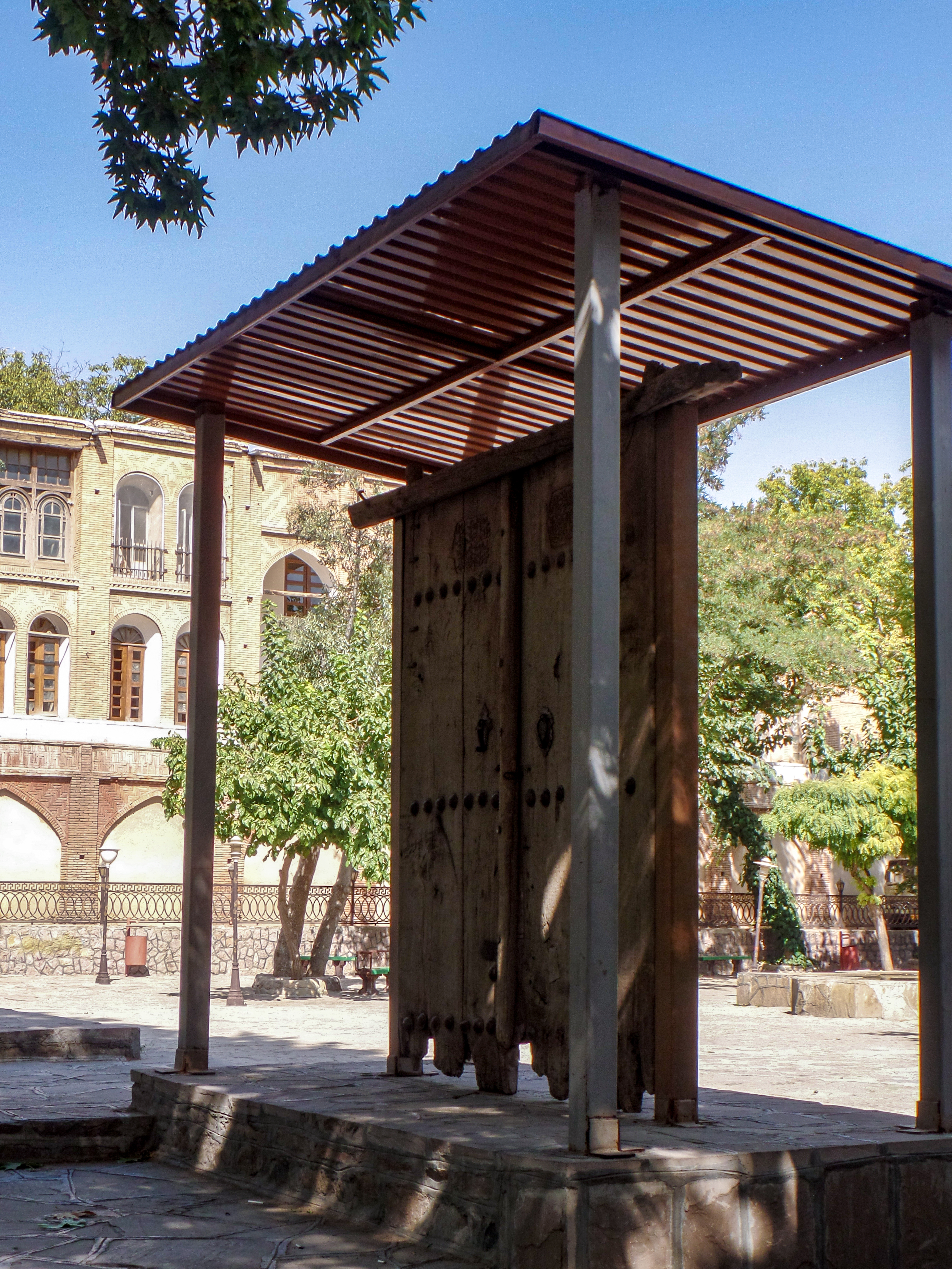
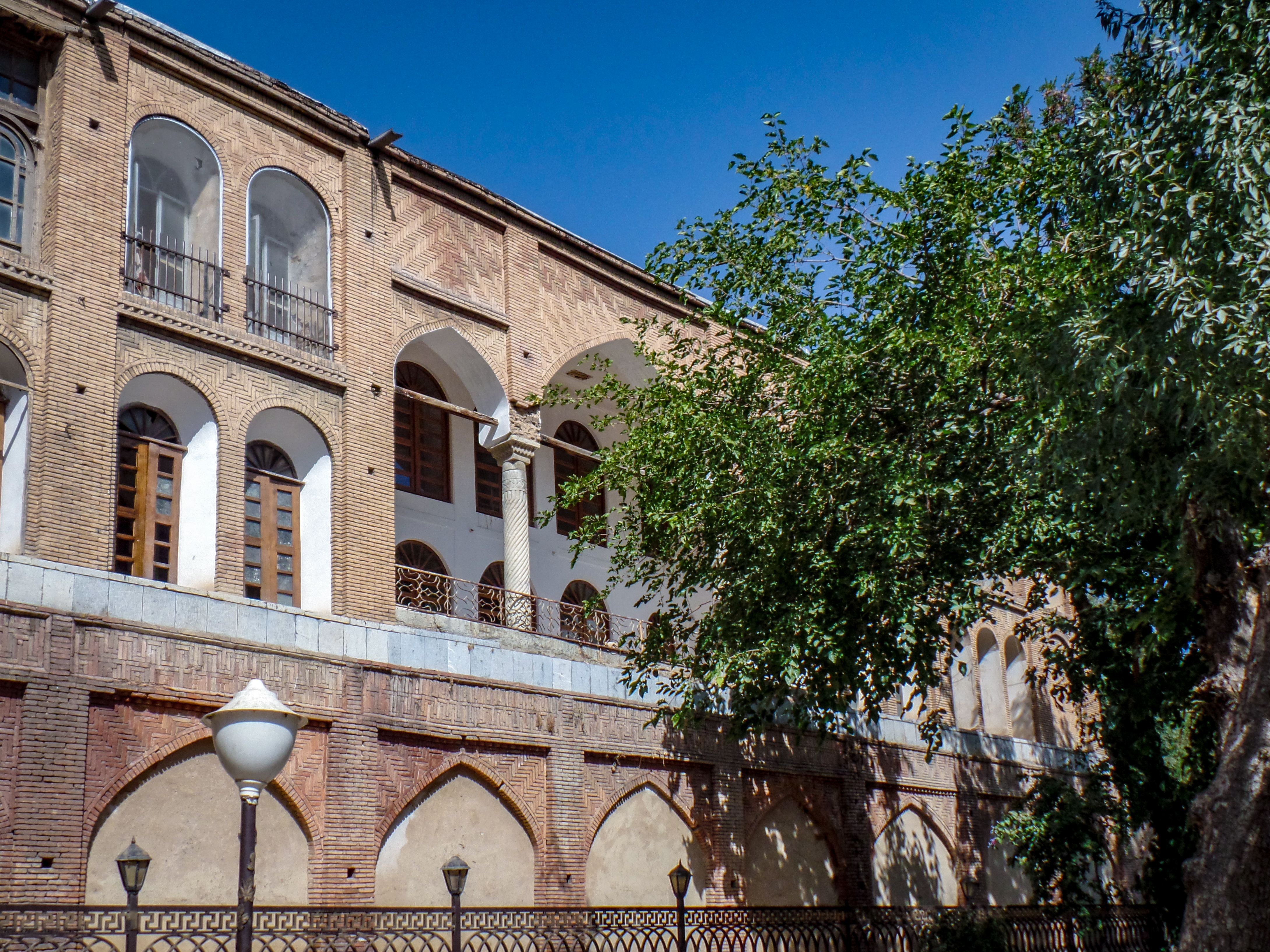
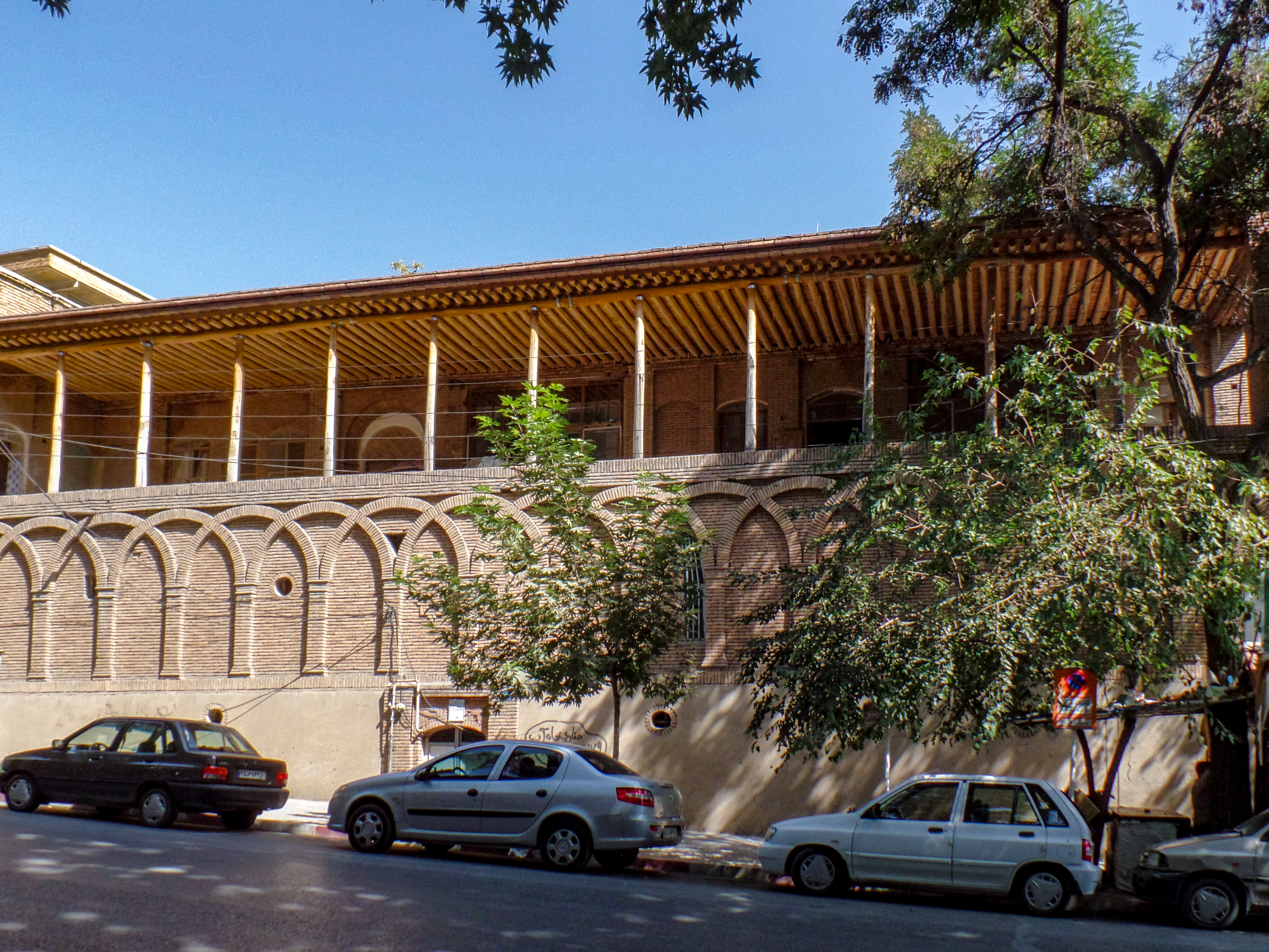